# Безоткатное орудие

Устройство и принцип действия безоткатного орудия.

Безотка́тное ору́дие (гранатомёт) — орудие (гранатомёт), безоткатной системы, то есть не имеющее отката при стрельбе.
Данный эффект достигается за счёт отвода части пороховых газов через специальное сопло в казённой части ствола оружия, в результате чего создаётся реактивная сила, уравновешивающая силу отдачи. Безоткатные орудия могут быть как нарезными, так и гладкоствольными, в настоящее время более распространены последние. Безоткатные орудия отличаются очень хорошими массогабаритными характеристиками за счёт отсутствия противооткатных устройств, наличия сильно облегчённого ствола и лафета. В то же время эти орудия обладают рядом недостатков, среди которых низкая начальная скорость снаряда, что ограничивает дальность стрельбы, и наличие направленной назад струи раскалённых газов, что делает невозможным ведение навесного огня, ведение огня в помещениях, крайне затрудняет использование данных орудий как танковых, выдвигает особые требования к расположению орудия, а также сильно демаскирует при стрельбе огневую позицию.

## Классификация безоткатных орудий и гранатомётов
Часто безоткатные орудия и гранатомёты объединяются в одну категорию — безоткатные системы.
Классификация безоткатных систем:
- Динамо-реактивные системы (с нагруженным стволом):
  - С истечением назад пороховых газов:
    - с уширенной каморой и соплом — Б-10, Б-11, РПГ-7;
    - бессопловые (Д. П. Рябушинского) — «Панцерфауст», РПГ-2.

  - С противомассой — «безоткатная пушка Девиса»[1], «Армбруст», «Панцерфауст-3»
  - С фиктивным снарядом (М. Н. Кондакова) — ГК-45[2]

В динамо-реактивных системах метательный заряд сгорает в стволе (каморе) и в процессе сгорания остается на месте как в обычном орудии.
- Свободно-реактивные системы (с ненагруженным стволом):
  - С реактивным зарядом, сгорающим в пределах пусковой трубы — M72, РПГ-18;
  - С реактивным зарядом, догорающим после вылета снаряда — «Панцершрек», ПГ-82.

В свободно-реактивных системах метательный заряд сгорает в камере сгорания снаряда и в процессе сгорания перемещается вместе со снарядом.
Особняком стоит германское орудие «Хаммер», в котором заряд сгорает в стволе, но перемещается вместе со снарядом. Ствол орудия «Хаммер», в отличие от обычного орудия, был нагружен не по всей длине, а только в месте нахождения снаряда. Эта особенность позволяла уменьшить массу ствола и всего орудия при сохранении высоких баллистических характеристик (масса снаряда 3,2 кг, начальная скорость 450 м/с, масса орудия 45 кг)
Чёткой границы между реактивными гранатомётами и безоткатными орудиями нет. В английском языке термин «Recoilless Rifle», переводимый как «безоткатное орудие», обозначает и L6 WOMBAT массой 295 кг на колёсном лафете, и М67 массой 17 кг для стрельбы с плеча или сошек. В России (СССР) гранатомётом считались СПГ-9 массой 64,5 кг на колёсном лафете и РПГ-7 массой 6,3 кг для стрельбы с плеча. В Италии система Breda Folgore массой 18,9 кг считается гранатомётом, а та же система на треноге и с баллистическим вычислителем (масса 25,6кг) — безоткатным орудием.

## История развития безоткатных орудий
В 1910 году коммандер ВМФ США Клеланд Дэвис (англ. Cleland Davis) изобрёл орудие, работающее по безоткатному принципу и предназначенное для вооружения самолётов. 25 августа 1914 года он получил на это изобретение патент США № 1108714. Данное орудие использовалось на экспериментальном британском бомбардировщике из серии Handley Page O/100 для целей борьбы с подводными лодками противника. Клеланд Дэвис продолжал совершенствовать орудие, называемое «безоткатная пушка Девиса», и патентовал их модификации с подробным описанием вплоть до 1921 года.
В Российской империи наиболее известен Д. П. Рябушинский, проводивший эксперименты на собственные средства. Он разработал орудие по схеме «свободная труба». 70-мм пушка Рябушинского имела гладкий ненагруженный ствол с толщиной стенок всего 2,5 мм и весила всего 7 кг, ствол был помещён на лёгкую складную треногу. Снаряд калиберный массой 3 кг, заряжание производилось с казённой части. Патрон унитарный, заряд помещался в гильзу из сгорающей ткани с деревянным или цинковым поддоном. Дальность стрельбы была невелика — всего 300 метров, но для позиционной войны этого хватало. Дальность стрельбы многих бомбомётов того времени вообще не превышала 300 м. 26 октября 1916 г. на заседании Артиллерийского комитета ГАУ была рассмотрена документация Рябушинского, и в июне 1917 г. на Главном артиллерийском полигоне (под Петроградом) начались полигонные испытания пушки Рябушинского.
Безоткатные орудия получили некоторое развитие в СССР в 1920—30-х гг. Например, инженеру Л. В. Курчевскому удалось убедить военное руководство принять на вооружение артиллерии страны орудия этого типа своей конструкции. Некоторые пушки Курчевского были приняты в серийное массовое производство. Однако в силу принципиальных недостатков безоткатных орудий и неудачной конструкции представленных моделей они не могли показать заявленных параметров и тем более заменить классическую артиллерию. В результате несколько тысяч выпущенных орудий Курчевского были списаны и сняты с вооружения. В 1937 году Курчевский был арестован по обвинению в создании неперспективных систем вооружений по заданию Тухачевского и 25 ноября 1937 года приговорён к высшей мере наказания.
Одновременно с Курчевским работали изобретатели Н. Н. Кондаков и А. А. Толочков, однако их КБ закрыли вместе с КБ Курчевского, и дальнейшее развитие безоткатных орудий в СССР продолжалось уже после Великой Отечественной войны.

### Вторая мировая война
В Германии в годы Второй мировой войны безоткатные орудия использовались парашютными и горными подразделениями по причине своих выдающихся массогабаритных показателей.
Появление кумулятивных снарядов сделало гладкоствольные безоткатные орудия перспективными в качестве лёгких противотанковых пушек. Такие орудия использовались США в конце Второй мировой войны.

### Послевоенное время
В послевоенные годы безоткатные противотанковые орудия были приняты на вооружение ряда стран, в том числе и СССР, активно использовались (и продолжают использоваться) в ряде вооружённых конфликтов. Наиболее широко безоткатные орудия применяются в армиях развивающихся стран.
В армиях развитых стран безоткатные орудия как противотанковое средство в основном заменены противотанковыми управляемыми ракетами (ПТУР), некоторые из которых, тем не менее, используют принцип безоткатного орудия (для защиты расчёта и установки от реактивной струи стартующей ракеты, боеприпас выбрасывается из ствола пороховым зарядом как при выстреле из безоткатного орудия, и включает реактивный двигатель, удалившись на безопасное расстояние).
Некоторым исключением являются скандинавские страны, например, Швеция, где безоткатные орудия продолжают развиваться и, путём усовершенствования боеприпасов с применением новейших достижений техники, достигли бронепропробиваемости 800 мм (при калибре 90 мм, то есть почти 9клб[уточнить]).

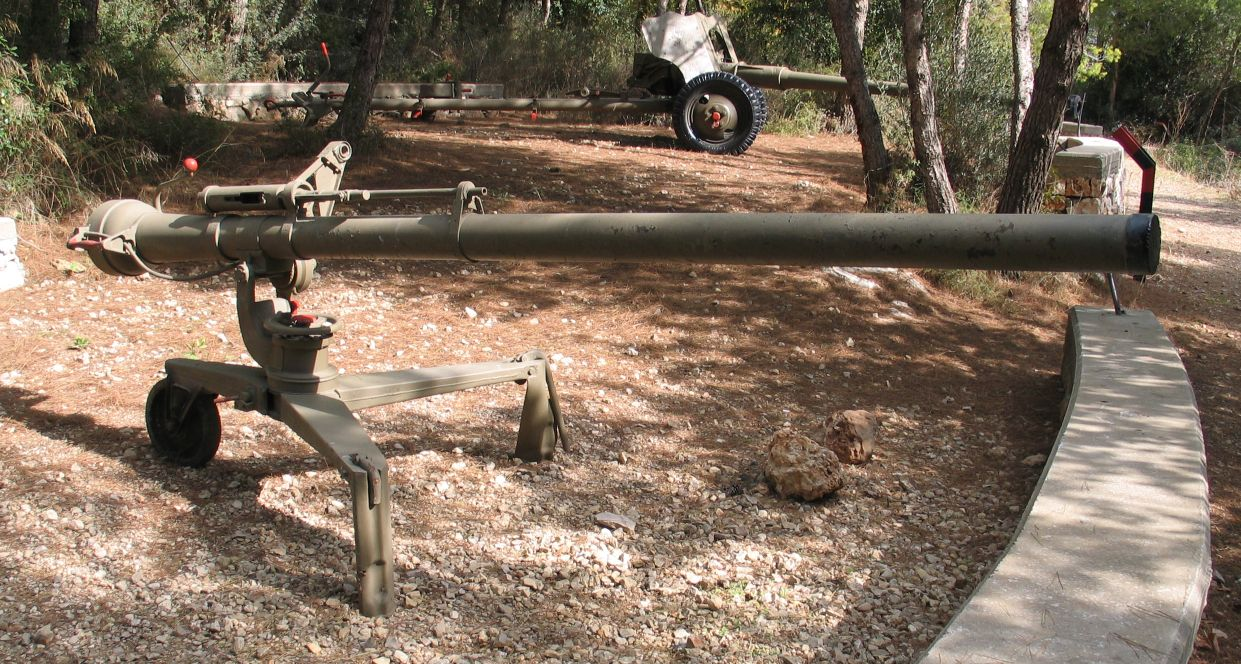
Безоткатное орудие M40 106 мм.
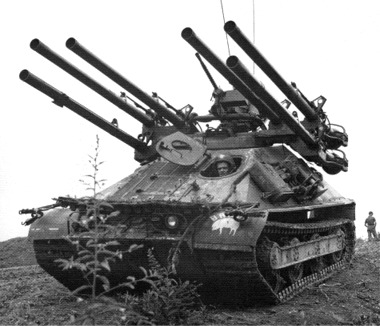
Онтос.
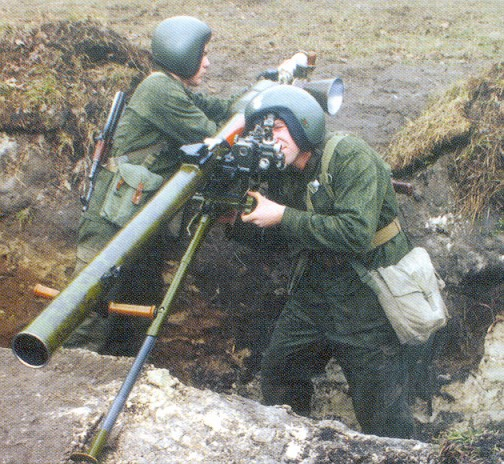
Станковый противотанковый гранатомёт СПГ-9 на позиции (фото МО ПНР).
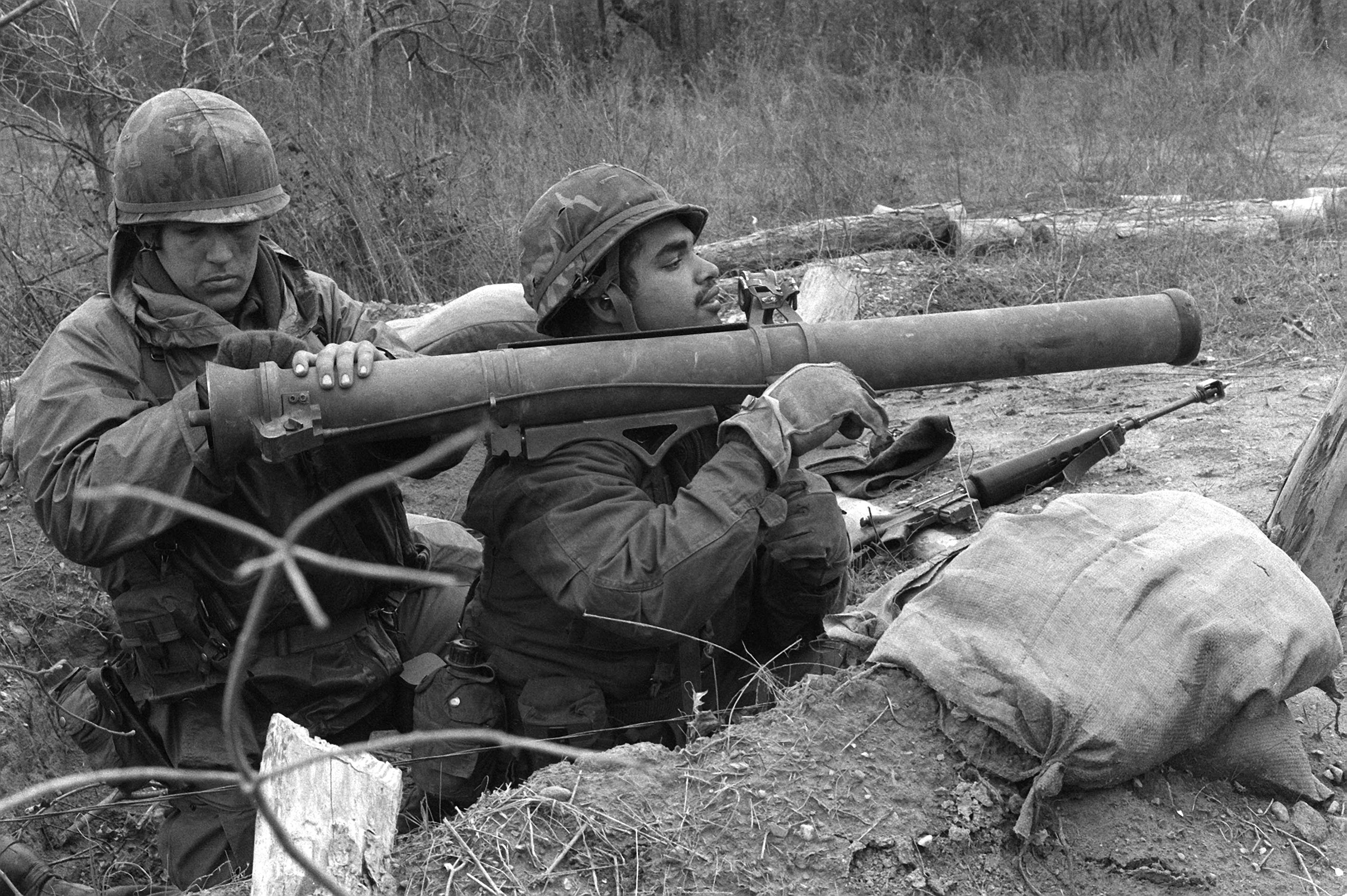
Безоткатное орудие M67 сухопутных войск США.
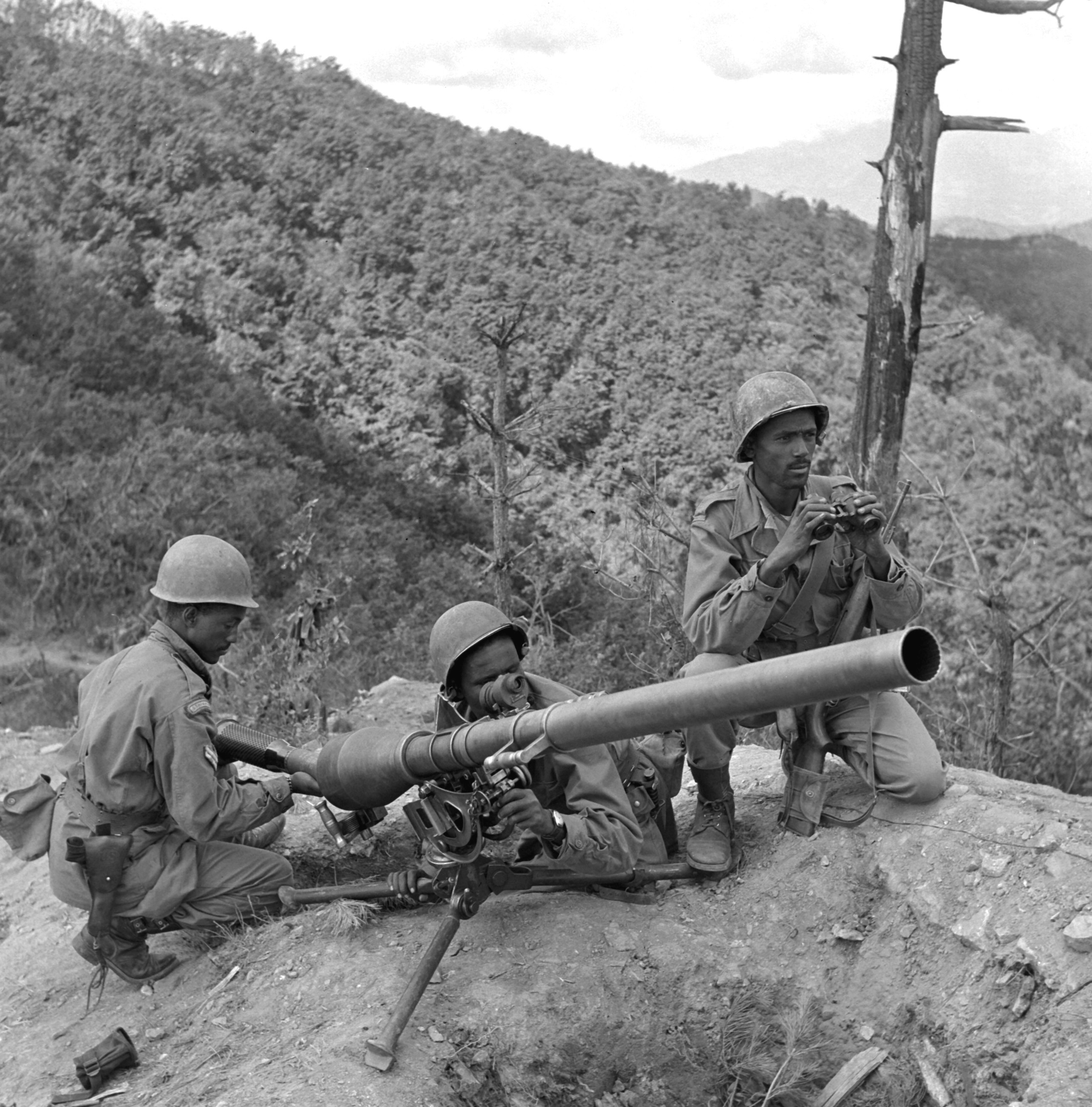
75-мм безоткатное орудие М-20 на пулеметном станке-треноге.
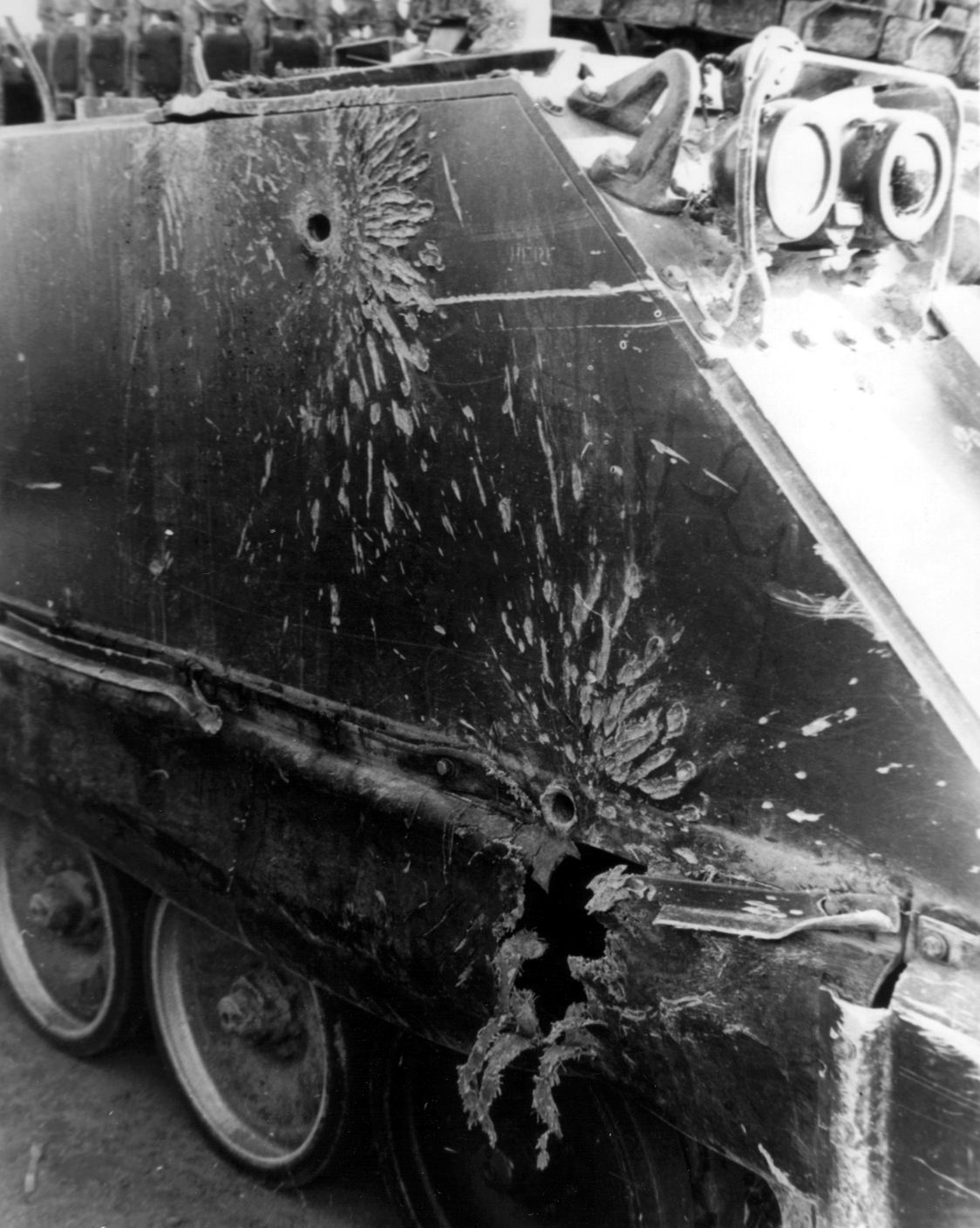
M113, поражённый кумулятивными выстрелами из гранатомёта.
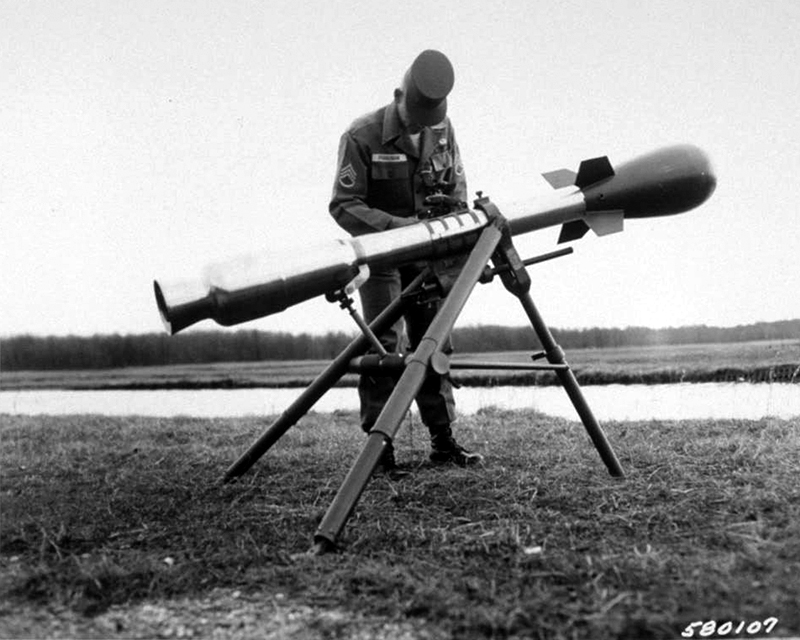
Готовая к применению Davy Crockett.
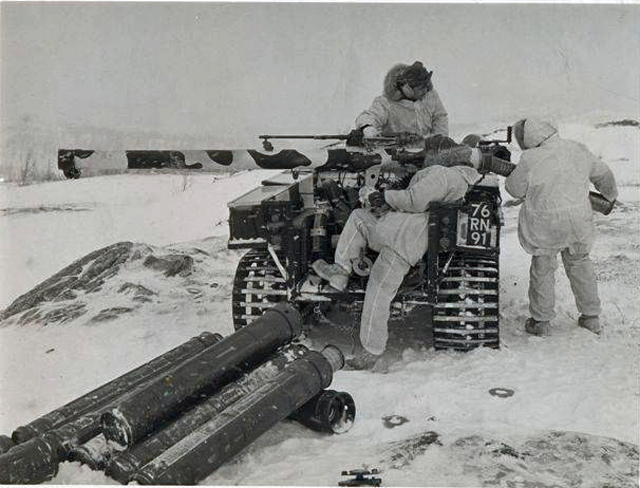
120-мм L6 WOMBAT.